# François Chalais-díj
A François-Chalais-díj (franciául: prix François-Chalais) egy filmművészeti elismerés, amelyet a François-Chalais-díj Egyesület által felkért független zsűri oszt ki 1997 óta a cannes-i fesztiválon, annak a filmnek, „amely legjobban tükrözi világunk valóságát, s hűséges marad François Chalais humanista gondolkodásához”, egyben kiemeli az újságírók jelenlétét Cannes-ban. A díj névadója a leukémiában elhunyt François Chalais (1919-1996) francia újságíró és filmtörténész, aki több mint ötven éven át volt a fesztivál krónikása. Özvegye, Mei Chen alapította a díjat a France Télévisions közszolgálati televíziótársasággal együttműködve, a Kulturális és Kommunikációs Minisztérium, valamint a Nemzeti Film- és Animált Kép Központ (CNC) fővédnöksége mellett. Átadására a fesztiválzáró esemény előtti napon kerül sor.
A díj eredetileg az összes cannes-i válogatásra vonatkozott, így a párhuzamos rendezvényekre is, 2002 óta viszont csak a hivatalos válogatás valamelyik szekciójában vetített egész estés filmnek ítélik oda.
Ugyanezt az elnevezést viseli az özvegy által 1999-ben alapított másik elismerés, a Fiatal Riporterek díja. 2006 és 2009 között e néven osztottak ki díjat a legjobb forgatókönyvek részére az Honfleuri Orosz Filmek Fesztiválján, valamint a Sarlat-i Filmfesztiválon.

## Díjazottak

### François Chalais-díj
| Év   | Magyar cím                                       | Eredeti cím                                                               | Rendező                                          | Ország                                           | Szekció                                          | Megj.           |
| ---- | ------------------------------------------------ | ------------------------------------------------------------------------- | ------------------------------------------------ | ------------------------------------------------ | ------------------------------------------------ | --------------- |
| 1997 | Tökéletes kör                                    | Savršeni krug                                                             | Ademir Kenović                                   | BIH • FRA                                        | Rendezők Kéthete                                 |                 |
| 1998 | –––                                              | Beyrouth Al Gharbiyya (بيروت الغربية)                                     | Ziad Doueiri                                     | FRA • NOR • LIB • BEL                            | Rendezők Kéthete                                 |                 |
| 1999 | –––                                              | El Akhar (الآخر)                                                          | Youssef Chahine                                  | FRA • EGY                                        | Un certain regard                                |                 |
| 2000 | –––                                              | Kippur (כיפור)                                                            | Amos Gitaï                                       | ISR • FRA                                        | Verseny                                          |                 |
| 2001 | –––                                              | Made in the USA                                                           | Sólveig Anspach                                  | FRA • BEL                                        | Rendezők Kéthete                                 |                 |
| 2002 | –––                                              | Gomgashtei dar Aragh (گمگشتگی در عراق)                                    | Bahman Ghobadi                                   | IRN                                              | Un certain regard                                | [ 4 ]           |
| 2003 | A vörös khmerek halálgyára                       | S-21, la machine de mort Khmère rouge                                     | Rithy Panh                                       | CAM • FRA                                        | Versenyen kívül                                  |                 |
| 2004 | Che Guevara: A motoros naplója                   | Diarios de motocicleta                                                    | Walter Salles                                    | ARG • USA • CHI • PER · BRA • GBR • GER • FRA    | Verseny                                          |                 |
| 2005 | Láss tisztán!                                    | Quando sei nato non puoi più nasconderti                                  | Marco Tullio Giordana                            | ITA • FRA • GBR                                  | Verseny                                          |                 |
| 2006 | A dicsőség arcai                                 | Indigènes                                                                 | Rachid Bouchareb                                 | ALG • MAR • FRA • BEL                            | Verseny                                          |                 |
| 2007 | Hatalmas szív                                    | A Mighty Heart                                                            | Michael Winterbottom                             | USA • GBR                                        | Versenyen kívül                                  |                 |
| 2008 | –––                                              | Sanguepazzo                                                               | Marco Tullio Giordana                            | ITA • FRA                                        | Versenyen kívül                                  |                 |
| 2009 | Perzsa macskák                                   | Kasi az gorbehaye irani khabar nadareh (کسی از گربه های ایرانی خبر نداره) | Bahman Ghobadi                                   | IRN                                              | Un certain regard                                |                 |
| 2010 | Élni kell                                        | Le secret de Chanda                                                       | Oliver Schmitz                                   | ZAF • GER                                        | Un certain regard                                |                 |
| 2011 | És most merre?                                   | Et maintenant on va où ?                                                  | Nadine Labaki                                    | FRA                                              | Un certain regard                                |                 |
| 2012 | –––                                              | Les chevaux de Dieu (وهلّأ لوين؟)                                          | Nabil Ayouch                                     | FRA • BEL • TUN • MAR                            | Un certain regard                                |                 |
| 2013 | Az erőmű                                         | Grand Central                                                             | Rebecca Zlotowski                                | FRA • AUT                                        | Un certain regard                                |                 |
| 2014 | Timbuktu                                         | Timbuktu                                                                  | Abderrahmane Sissako                             | MRT • FRA                                        | Verseny                                          | [ * 1 ]         |
| 2015 | Saul fia                                         | Saul fia                                                                  | Nemes Jeles László                               | HUN                                              | Verseny                                          | [ * 2 ] [ * 3 ] |
| 2016 | Mártírok                                         | (M)ucsenik (Ученик)                                                       | Kirill Szemjonovics Szerebrennikov               | RUS                                              | Un certain regard                                |                 |
| 2017 | 120 dobbanás percenként                          | 120 battements par minute                                                 | Robin Campillo                                   | FRA                                              | Verseny                                          | [ * 4 ]         |
| 2018 | –––                                              | Yomeddine (يوم الدين)                                                     | Abu Bakr Shawky                                  | EGY • USA • AUT                                  | Verseny                                          | [ * 5 ]         |
| 2019 | Egy rejtett élet                                 | A Hidden Life                                                             | Terrence Malick                                  | USA • GER                                        | Verseny                                          | [ * 6 ]         |
| 2020 | A Covid19-pandémia miatt nem osztottak ki díjat. | A Covid19-pandémia miatt nem osztottak ki díjat.                          | A Covid19-pandémia miatt nem osztottak ki díjat. | A Covid19-pandémia miatt nem osztottak ki díjat. | A Covid19-pandémia miatt nem osztottak ki díjat. | [ * 7 ]         |
| 2021 | A hős                                            | Ghahreman (قهرمان)                                                        | Aszhar Farhadi                                   | IND                                              | Verseny                                          | [ * 8 ]         |
| 2022 | Fiú a mennyből                                   | Boy from Heaven                                                           | Tarik Saleh                                      | SWE • DEN • FIN • FRA                            | Verseny                                          | [ * 9 ]         |
| 2023 | Négy nővér                                       | Les filles d'Olfa                                                         | Kaouther Ben Hania                               | FRA • SAU • GER • TUN                            | Verseny                                          | [ * 10 ]        |
| 2024 | –––                                              | The Seed of the Sacred Fig                                                | Mohammad Rasoulof                                | IRN • FRA • GER                                  | Verseny                                          | [ * 11 ]        |

### Külön dicséret
| Év   | Magyar cím  | Eredeti cím           | Rendező                              | Ország          | Szekció           | Megj.   |
| ---- | ----------- | --------------------- | ------------------------------------ | --------------- | ----------------- | ------- |
| 2014 | A Föld sója | The Salt of the Earth | Wim Wenders, Juliano Ribeiro Salgado | FRA • BRA • ITA | Un certain regard | [ * 1 ] |
| 2021 | –––         | Freda                 | Gessica Généus                       | HAI             | Un certain regard | [ * 8 ] |